# Chloephaga rubidiceps
Chloephaga rubidiceps là một loài chim trong họ Vịt.